# Саякові
Саякові (Thraupidae) — родина горобцеподібних птахів, що включає 107 родів і 386 видів. Представники родини мешкають в Неотропіках. Це друга за кількістю видів родина птахів, її представники становлять близько 4% видів птахів і 12% видів неотропічних птахів.

## Опис
Саякові — це птахи невеликого і середнього розміру з циліндичної або овальної форми тілом, яке птахи часто утримують в горизонтальному положенні. Вони мають невелику голову і коротку, товсту шию. В залежності від раціону дзьоб може бути різної форми: конічний у зерноїдів, маленький і загострений у комахоїдів і вигнутий у споживачів нектару. Види, які харчуються насінням, мають переважно коричневе забарвлення, тоді як види, що харчуються нектаром і фруктами, часто мають яскраве забарвлення. Часто самці мають яскравіше забарвлення, ніж самиці, однак існує багато видів, яким не притаманний статевий диморфізм.
Найменшим представником родини саякових є тамаруго білощокий, довжина якого становить 9 см, а вага 6 г. Ненабагато більшою за нього є танагра-медоїд короткодзьоба. Найбільшим представником саякових є тангар строкатий, довжина якого становить 28 см при вазі 76 г, а найважчим — тангар білоголовий, довжина якого становить 24 см при вазі 114 г.

## Поширення
Саякові мешкають виключно в Західній півкулі, переважно в тропіках. Близько 60% видів саякових мешкають в Південній Америці, з них 30% — в Андах. Більшість видів є ендеміками відносно невеликої території.

## Поведінка
Більшість саякових живуть парами або невеликими зграйками по 3-5 птахів, що часто складаються з батьківської пари та їх потомства.

### Раціон
Саякові всеїдні, і їх раціон різниться в залежності від роду. Різні види саякових харчуються плодами, насінням, нектаром, частинами квітів і комахами. Одні види шукають комах на гілках або виколупують з-під кори, інші шукають комах на нижній стороні листя, треті ловлять комах в польоті. На одній території може мешкати багато видів саякових, однак спеціалізація на одному способі добуваня їжі змешує міжвидову конкуренцію.

### Розмноження
Саякові зазвичай моногамні. Кладка нараховує від одного до п'яти яєць. Насиджують і будують гніздо лише самиці, однак самець приносить самицям корм і разом з самицею піклуються про пташенят.

## Систематика і класифікація
Родина Саякові (Thraupidae) була введена в 1947 році німецьким орнітологом Жаном Кабанісом як підродина Thraupinae. Типовим родом є Саяка (Thraupis).
Саякові входять до надродини Emberizoidea, разом з найближчими родичами: кардиналовими (Cardinalidae), вівсянковими (Emberizidae), трупіаловими (Icteridae), пісняровими (Parulidae) та іншими. Однак традиційна домолекулярна таксономія базувалась здебільшого на способі живлення. Так, птахів що живляться насінням і мають великий дзьоб відносили до кардиналових, тих, що мають невеликий дзьоб — до вівсянкових, тих, що ловлять комах на землі — до трупіалових, а тих, що живляться плодами — до саякових. Така класифікація була проблематичною, оскільки аналіз за іншими морфологічними ознаками демонстрував протиріччя в класифікації. Починаючи з останніх десятиліть XX століття низка молекулярно-філогенетичних досліджень призвели до повної реорганізації родини саякових. Тепер до саякових включають як тих птахів, що живляться плодами, так і тих птахів, що живляться насінням або нектаром.
Одним з наслідків цієї ґрунтовної реорганізації стало те, що для багатьох видів родова назва більше не відповідає родині, до якої вони тепер належать. Так, танагри-широкодзьоби тепер відносяться до кардиналових, а в складі родини Саякові тепер є велика кількість видів, назва яких містить слово "вівсянка".
Молекулярно-філогенетичне дослідження, опубліковане в 2014 році показало, що низка родів саякових не були монофілітичними. В результаті реорганізації були введені 6 нових родів, 11 родів були відновлені, а 7 родів розформовані.
За класифікацією, утвердженою Міжнародним орнітологічним конгресом, виділяють 15 підродин, 107 родів і 386 видів:

### Список підродин і родів
Підродина Плюшівничні (Catamblyrhynchinae)
Плюшівник не має близьких родичів і виділяється в окрему підродину. Раніше він поміщався в підродину Catamblyrhynchinae в родині Вівсянкові (Emberizidae) або у власну родину Catamblyrhynchidae..
- Плюшівник (Catamblyrhynchus) — 1 вид (рід монотиповий)

Підродина Чорночубичні (Charitospizinae)
Чорночубик є ендеміком луків і пасовиськ Бразилії і не має близьких родичів. Раніше він поміщався в родину Вівсянкові (Emberizidae).
- Чорночубик (Charitospiza) — 1 вид (рід монотиповий)

Підродина Буротангарні (Orchesticinae)

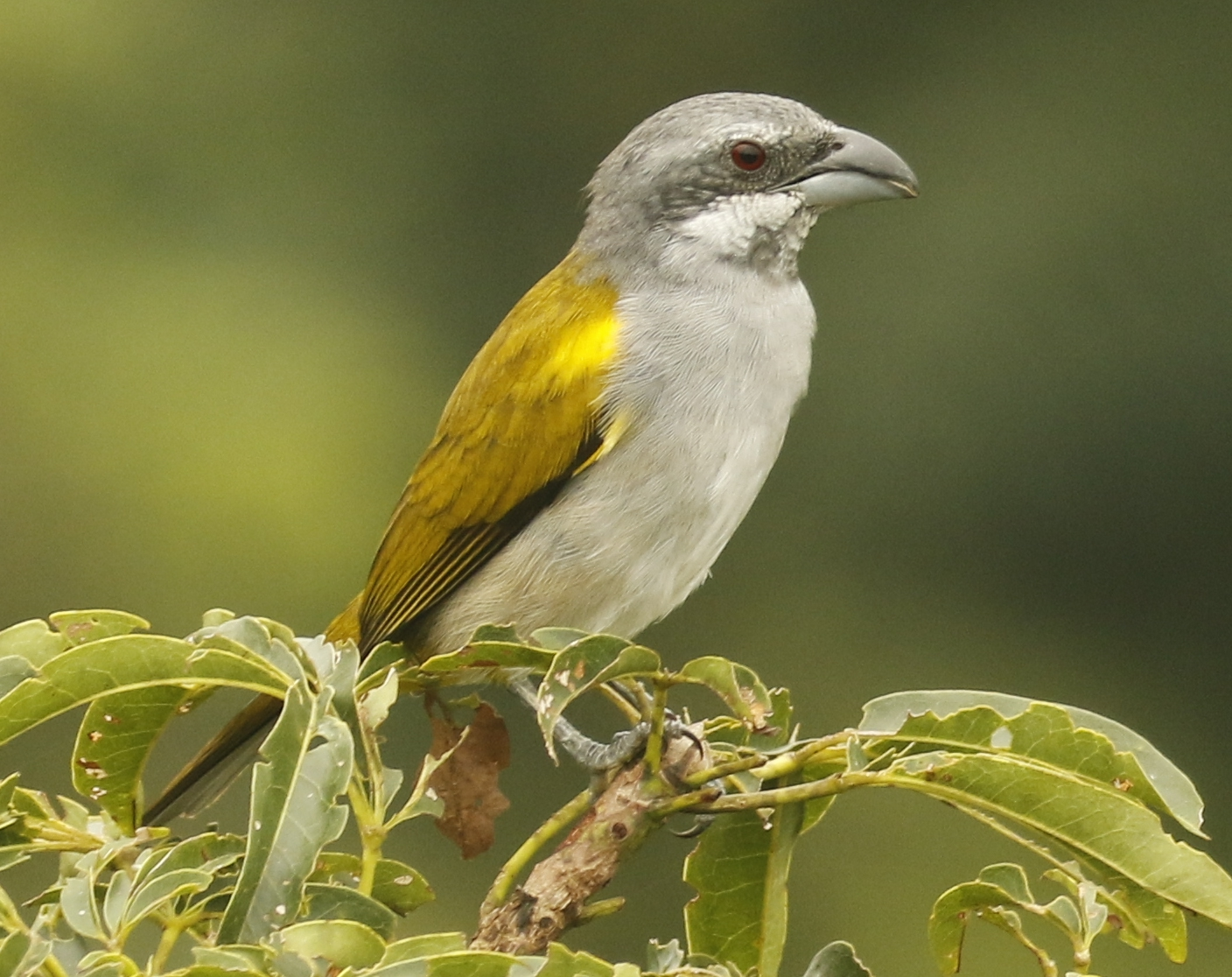
Кардинал рябогорлий, Parkerthraustes humeralis

Два види з великими міцними дзьобами. Рід Рябогорлий кардинал (Parkerthraustes) раніше поміщався в родину Кардиналові (Cardinalidae).
- Бурий тангар (Orchesticus) — 1 вид (рід монотиповий)
- Рябогорлий кардинал (Parkerthraustes) — 1 вид (рід монотиповий)

Підродина Танагрецеві (Nemosiinae)
Яскраві птахи, яким притаманний статевий диморфізм. Утворюють великі моновидові зграї.
- Танагрець (Nemosia) — 2 види
- Ультрамаринова танагра (Cyanicterus) — 1 вид (рід монотиповий)
- Білоголовий тангар (Sericossypha) — 1 вид (рід монотиповий)
- Червоногорлий тангар (Compsothraupis) — 1 вид (рід монотиповий)

Підродина Чорнощоковівсяночні (Emberizoidinae)

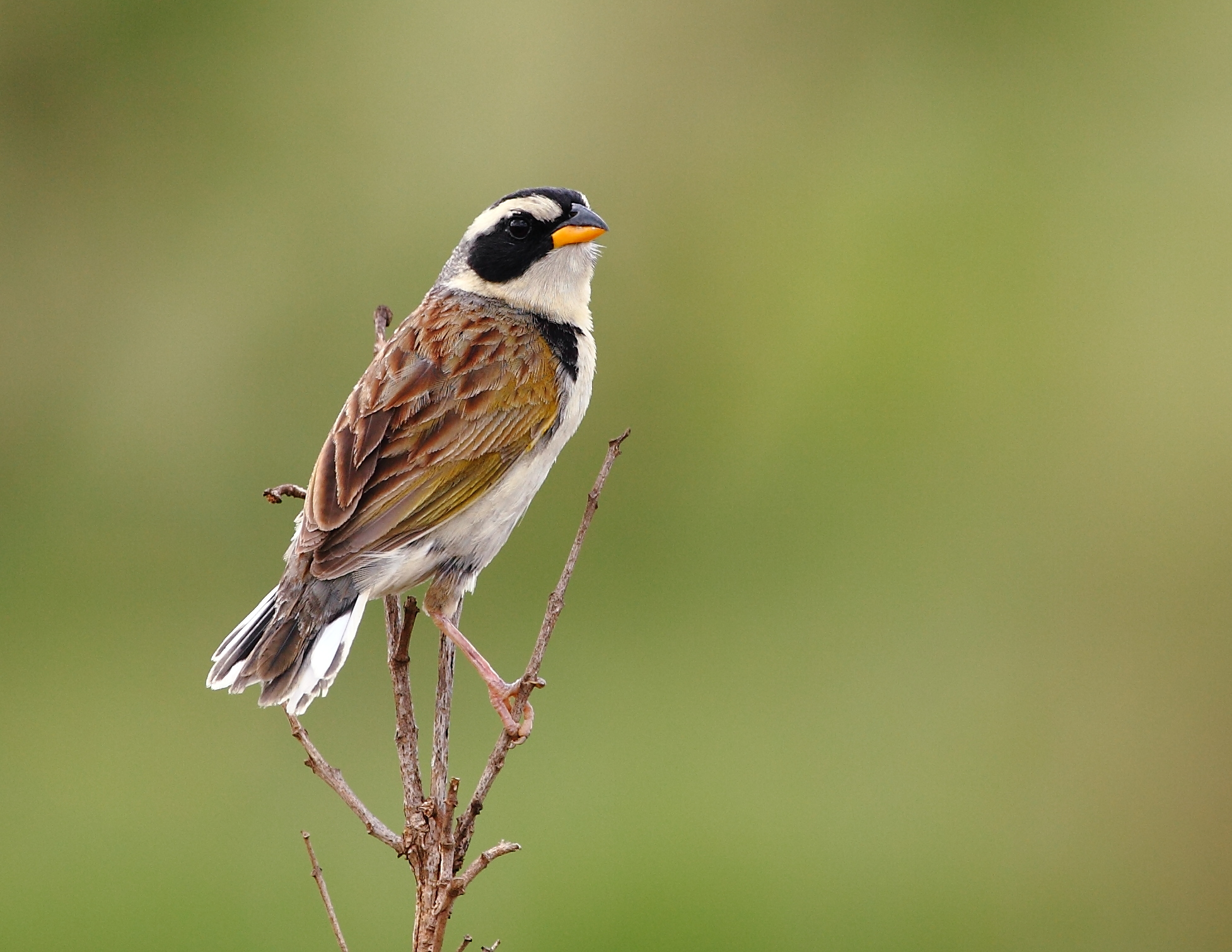
Вівсянка чорнощока, Coryphaspiza melanotis

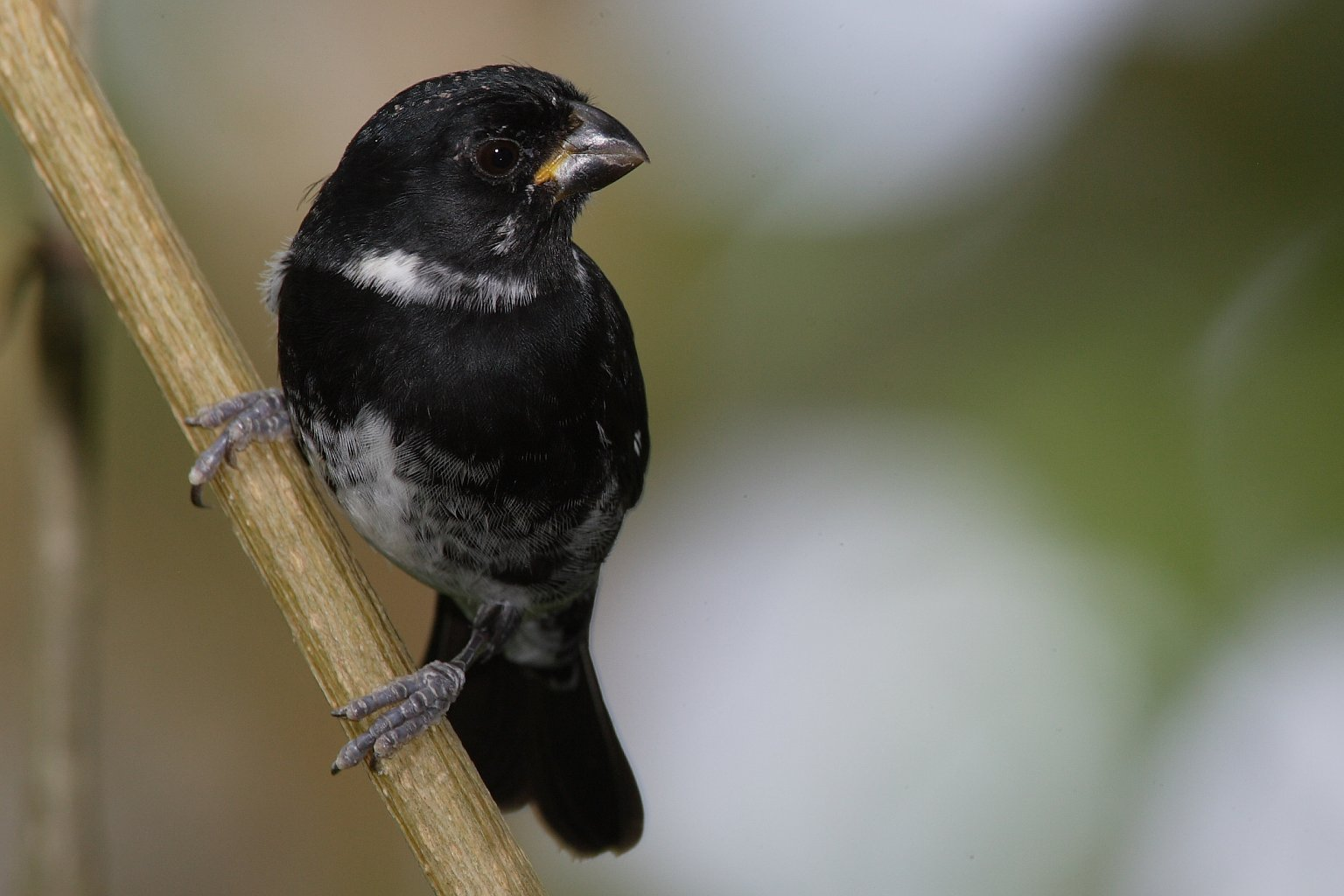
Самць вороного зерноїда, Sporophila corvina

Птахи, які мешкають на луках. Раніше поміщалися в родину Вівсянкові (Emberizidae).
- Чорнощока вівсянка (Coryphaspiza) — 1 вид (рід монотиповий)
- Пампасник (Embernagra) — 2 види
- Трав'янець (Emberizoides) — 3 види

Підродина Синьовівсяночні (Porphyrospizinae)
Жовтодзьобі птахи. Раніше поміщалися в родину Вівсянкові (Emberizidae).
- Вівсянка-інка (Incaspiza) — 5 видів
- Великий вівсянчик (Rhopospina) — 1 вид (рід монотиповий)
- Синя вівсянка (Porphyrospiza) — 3 види

Підродина Танагричні (Hemithraupinae)

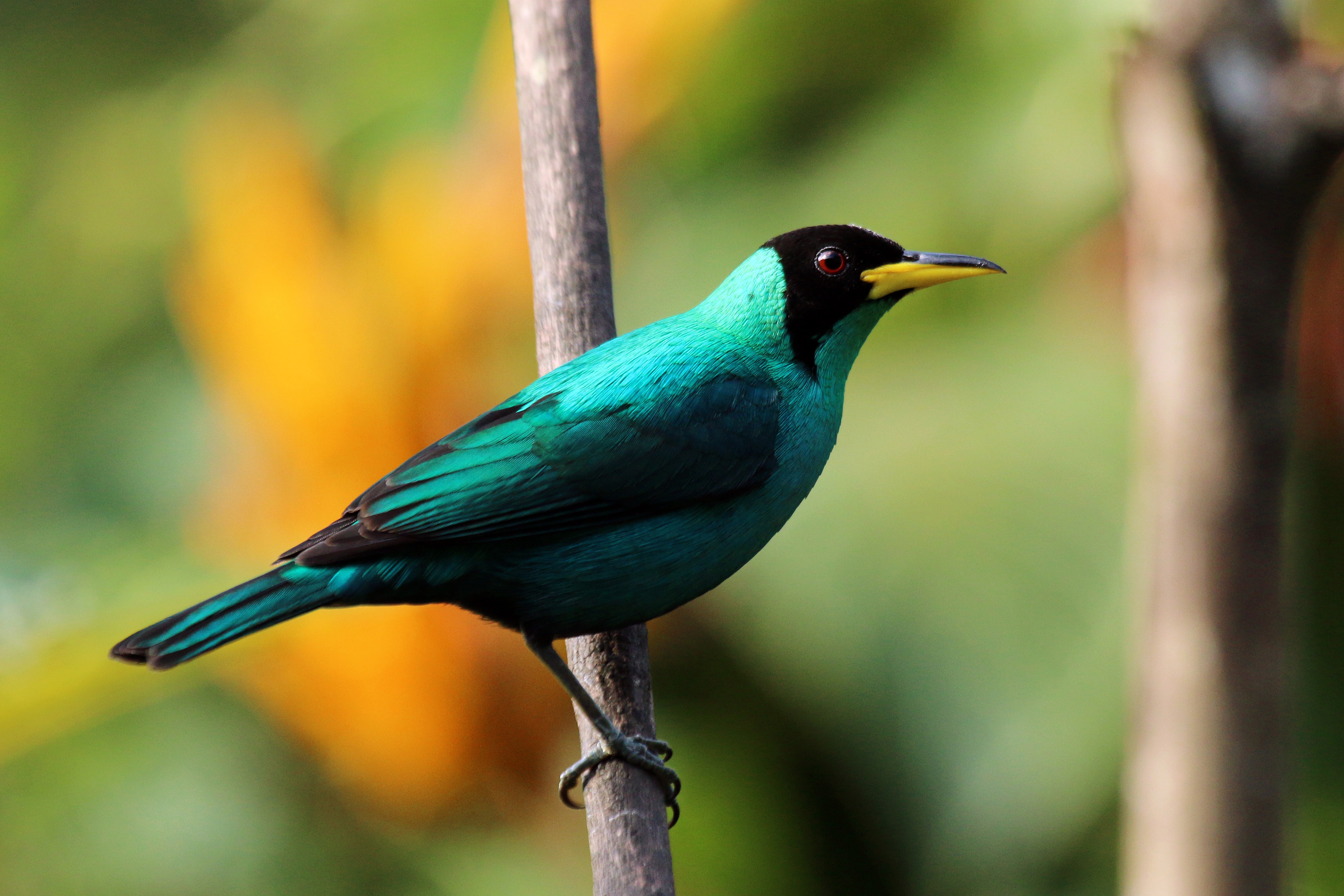
Саї великий, Chlorophanes spiza

Статево диморфні птах з переважно жовто-чорним забарвленням. Мають тонкі дзьоби (за винятком танагр-інків)
- Саї (Chlorophanes) — 1 вид (рід монотиповий)
- Малий саї (Iridophanes) — 1 вид (рід монотиповий)
- Жовтоголовий танагрик (Chrysothlypis) — 2 види
- Танагра-інка (Heterospingus) — 2 види
- Танагрик (Hemithraupis) — 3 види

Підродина Цукристні (Dacninae)
Статево диморфні птахи: самці переважно сині, а самиці зелені
- Терзина (Tersina) — 1 вид (рід монотиповий)
- Танагра-медоїд (Cyanerpes) — 4 види
- Цукрист (Dacnis) — 10 видів

Підродина Зернолускні (Saltatorinae)
Птахи з довгими хвостами і товстими дзьобами, ведуть переважно деревний спосіб життя. Раніше поміщалися в родину Кардиналові (Cardinalidae).
- Чако (Saltatricula) — 2 види
- Зернолуск (Saltator) — 16 видів

Підродина Церебні (Coerebinae)

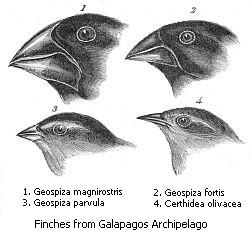
Різноманіття Дарвінових зябликів

В цю підродину зокрема входять відомі Дарвінові зяблики, ендеміки Галапагоських островів і острова Кокос. Більшість з цих птахів раніше відносили до вівсянкових (Emberizidae). Будують куполоподібні або кулеподібні гнізда з бічними входами. Різняться за способом живлення: серед них є споживачі нектару (Coereba, Euneornis), насіння (Geospiza, Loxigilla, Tiaris) і комах (Certhidea).
- Цереба (Coereba) — 1 вид (рід монотиповий)
- Потрост (Tiaris) — 1 вид (рід монотиповий)
- Ямайська вівсянка (Euneornis) — 1 вид (рід монотиповий)
- Чорна вівсянка (Melopyrrha) — 4 види
- Ямайчик (Loxipasser) — 1 вид (рід монотиповий)
- Кубинський потрост (Phonipara) — 1 вид (рід монотиповий)
- Вівсянка-снігурець (Loxigilla) — 2 види
- Санта-лусійська вівсянка (Melanospiza) — 2 види
- Asemospiza — 2 види

Зяблики Дарвіна:
- Комашниця (Certhidea) — 2 види
- Товстодзьобий пінкис (Platyspiza) — 1 вид (рід монотиповий)
- Кокосовик (Pinaroloxias) — 1 вид (рід монотиповий)
- Пінкис (Camarhynchus) — 5 видів
- Землянчик (Geospiza) — 9 видів

Підродина Танагрожалібничні (Tachyphoninae)
Більшість з цих видів мешкають на рівнинах. Багато з них статево диморфні і мають декоративні елементи, такі як гребінці.

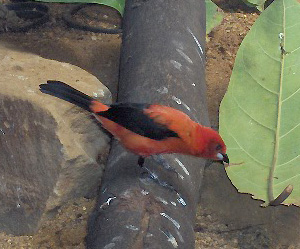
Тапіранга бразильська, Ramphocelus bresilius

- Якарина (Volatinia) — 1 вид (рід монотиповий)
- Тангарник (Conothraupis) — 2 види
- Беретник (Creurgops) — 2 види
- Сіроголова танагра (Eucometis) — 1 вид (рід монотиповий)
- Амазонійська танагра (Trichothraupis) — 1 вид (рід монотиповий)
- Loriotus — 3 види
- Червоночубик (Coryphospingus) — 2 види
- Танагра-жалібниця (Tachyphonus) — 5 видів
- Кармінка (Rhodospingus) — 1 вид (рід монотиповий)
- Танагра-сикіт (Lanio) — 4 види
- Тапіранга (Ramphocelus) — 9 видів

Підродина Зерноїдні (Sporophilinae)
Раніше поміщалися в родину Вівсянкові (Emberizidae).
- Зерноїд (Sporophila) — 41 вид (включає види, яких раніше відносили до родів Білошия вівсянка (Dolospingus) і Рисоїд (Oryzoborus))

Підродина Свертушчині (Poospizinae)
Деякі з цих родів раніше поміщалися в родину Вівсянкові (Emberizidae).
- Сіра вівсянка-інка (Piezorina) — 1 вид (рід монотиповий)
- Тонкодзьоба вівсянка-інка (Xenospingus) — 1 вид (рід монотиповий)
- Сіроголовий зеленник (Cnemoscopus) — 1 вид (рід монотиповий)
- Pseudospingus — 2 види
- Свертушка (Poospiza) — 10 видів (включає види, яких раніше відносили до родів Зеленяр (Hemispingus) і Рудолоба свертушка (Compsospiza))
- Kleinothraupis — 5 видів
- Sphenopsis — 4 види
- Каптурник (Thlypopsis) — 8 видів (включає види, яких раніше відносили до родів Зеленяр (Hemispingus) і Вишневоголова танагра (Pyrrhocoma))
- Сіроголова свертушка (Castanozoster) — 1 вид (рід монотиповий)
- Довгохвоста вівсянка (Donacospiza) — 1 вид (рід монотиповий)
- Рудогорлий тангар (Cypsnagra) — 1 вид (рід монотиповий)
- Poospizopsis — 2 види
- Чорний плюшівник (Urothraupis) — 1 вид (рід монотиповий)
- Пардуско (Nephelornis) — 1 вид (рід монотиповий)
- Microspingus — 8 видів

Підродина Квіткоколні (Diglossinae)

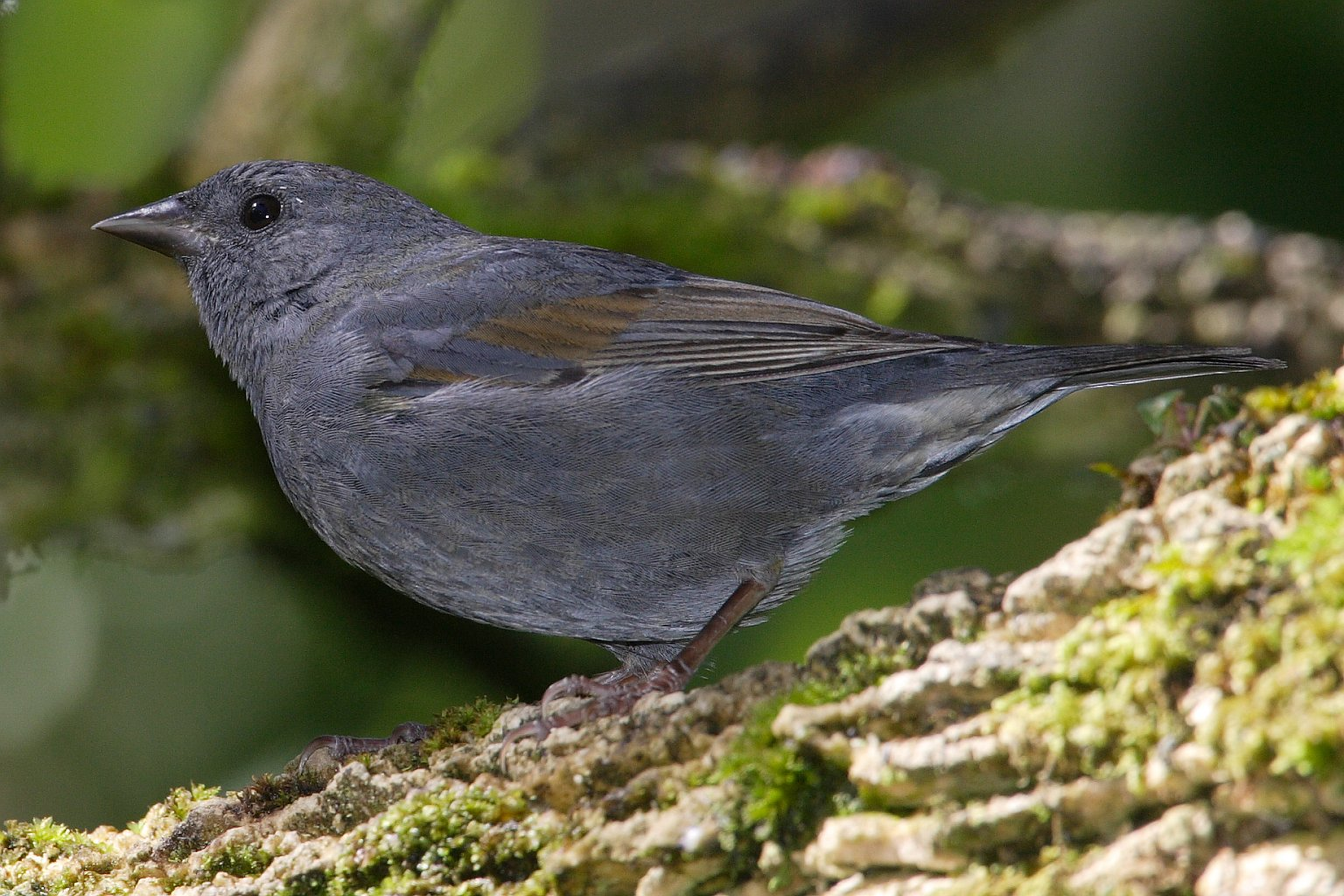
Шиферка андійська, Haplospiza rustica

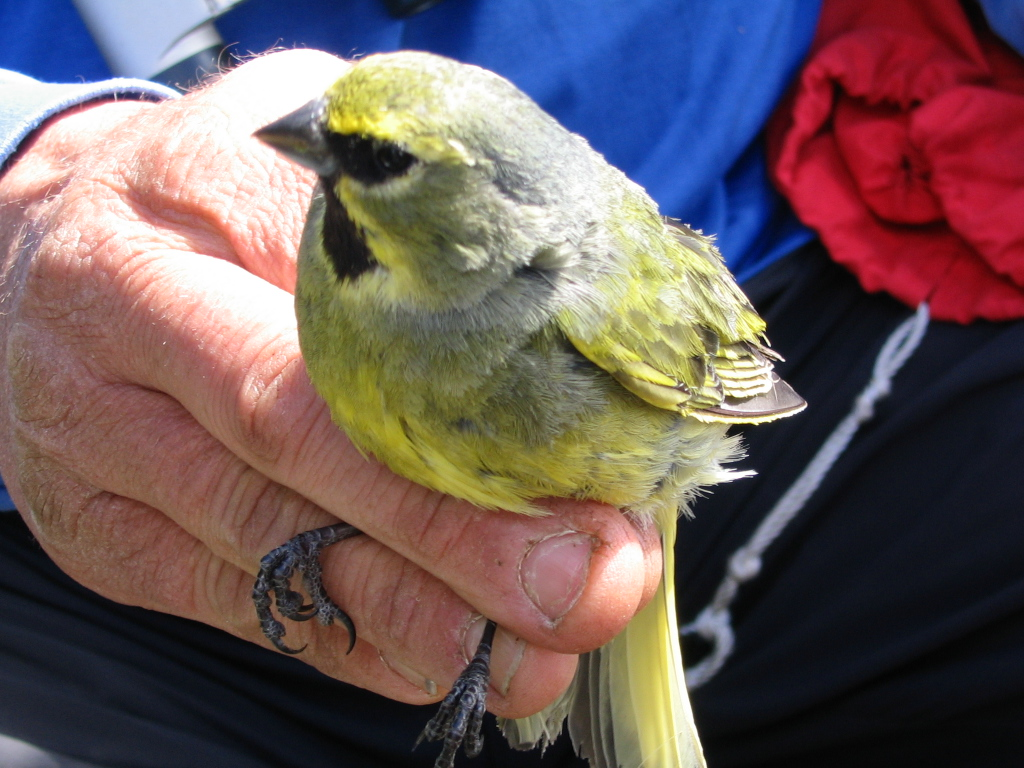
Самець жовтовусого магеланника, Melanodera xanthogramma

Це морфологічно різноманітна група, що включає птахів, які живляться насінням (Nesospiza, Sicalis, Catamenia, Haplospiza), безхребетними (Conirostrum), спеціалізовані на бамбуках (Acanthidops), на попелицях (Xenodacnis), на пошуку здобичі серед каміння (Idiopsar). Багато видів мешкають на високогір'ях. Деякі види раніше відносили до піснярових (Parulidae) або вівсянкових (Emberizidae).
- Тамаруго (Conirostrum) — 11 видів (включно з великою танагрою, яку раніше виділяли в монотиповий рід Oreomanes)
- Посвірж (Sicalis) — 13 видів
- Вівсянчик (Phrygilus) — 4 види
- Тристанка (Nesospiza) — 3 види
- Гузька вівсянка (Rowettia) — 1 вид (рід монотиповий)
- Магеланник (Melanodera) — 2 види
- Geospizopsis — 2 види
- Шиферка (Haplospiza) — 2 види
- Гостродзьоба вівсянка (Acanthidops) — 1 вид (рід монотиповий)
- Перуанський цукрист (Xenodacnis) — 1 вид (рід монотиповий)
- Короткохвоста діука (Idiopsar) — 4 види
- Насіннєїд (Catamenia) — 3 види
- Квіткокол (Diglossa) — 18 видів

Підродина Саячні (Thraupinae)
Типові саякові

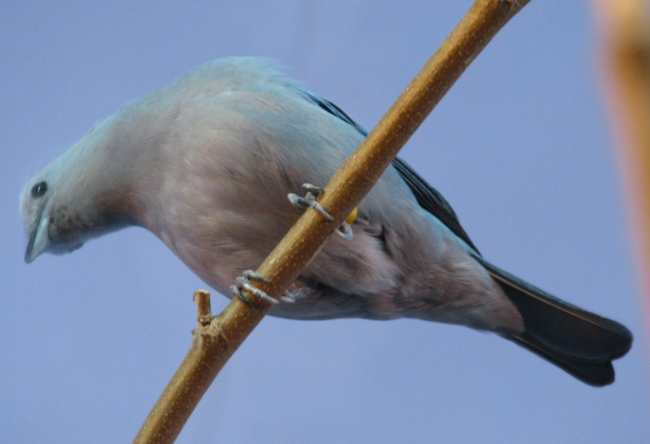
Саяка блакитна, Thraupis episcopus

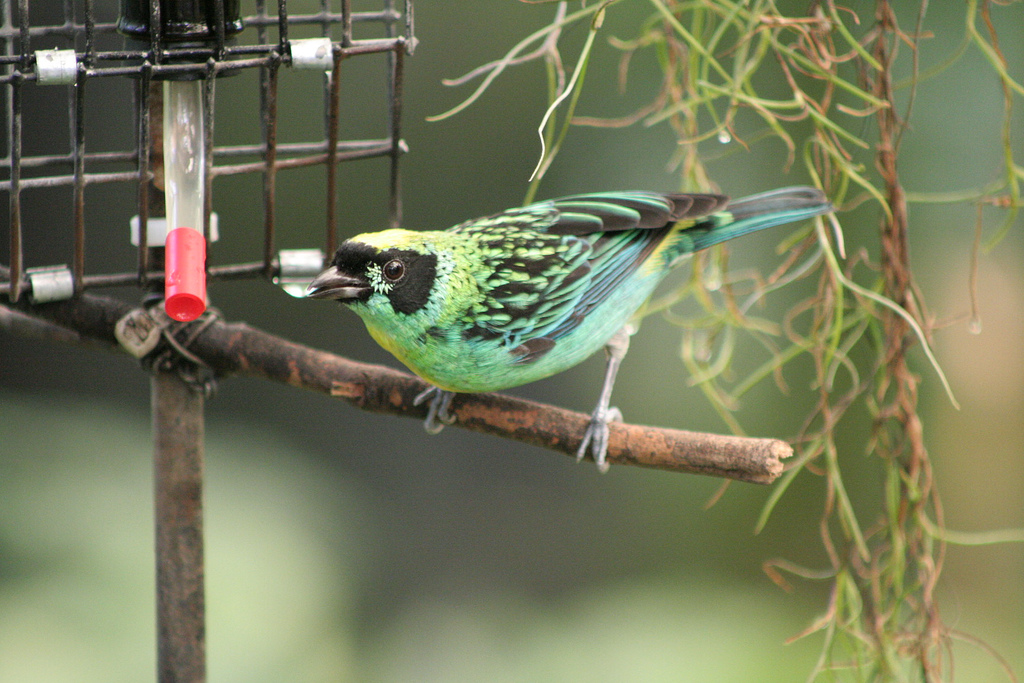
Танагра золотогруда, Tangara schrankii

- Чорногорла тапіранга (Calochaetes) — 1 вид (рід монотиповий)
- Блакитнар (Iridosornis) — 5 видів
- Вохристочеревий блакитнар (Pipraeidea) — 1 вид (рід монотиповий)
- Жовто-синя саяка (Rauenia) — 1 вид (рід монотиповий)
- Болівійський зернолуск (Pseudosaltator) — 1 вид (рід монотиповий)
- Вохристоволий блакитнар (Dubusia) — 2 види (включно з рудочеревим блакитнарем, якого раніше виділяли в монотиповий рід Delothraupis)
- Танагра-короткодзьоб (Buthraupis) — 1 вид (рід монотиповий)
- Синьоголова саяка (Sporathraupis) — 1 вид (рід монотиповий)
- Маскова танагра-короткодзьоб (Tephrophilus) — 1 вид (рід монотиповий)
- Червононога танагра (Chlorornis) — 1 вид (рід монотиповий)
- Cnemathraupis — 2 види
- Андагра (Anisognathus) — 5 видів
- Танагра-білозір (Chlorochrysa) — 3 види
- Вогнистогорла танагра (Wetmorethraupis) — 1 вид (рід монотиповий)
- Аркея (Bangsia) — 5 видів
- Шиферець (Lophospingus) — 2 види
- Сивий тангар (Neothraupis) — 1 вид (рід монотиповий)
- Діука (Diuca) — 1 вид (рід монотиповий)
- Жовта вівсянка (Gubernatrix) — 1 вид (рід монотиповий)
- Діадемова танагра (Stephanophorus) — 1 вид (рід монотиповий)
- Строкатий тангар (Cissopis) — 1 вид (рід монотиповий)
- Тангар (Schistochlamys) — 2 види
- Пароарія (Paroaria) — 6 видів
- Ixothraupis — 5 видів
- Блакитна танагра (Chalcothraupis) — 1 вид (рід монотиповий)
- Poecilostreptus — 2 види
- Саяка (Thraupis) — 7 видів
- Stilpnia — 14 видів
- Танагра (Tangara) — 27 видів

### Роди, яких раніше відносили до саякових
Passerellidae
- Зеленник (Chlorospingus) — 8 видів
- Танагрова вівсянка (Oreothraupis) — 1 вид (рід монотиповий)

Cardinalidae
- Піранга (Piranga) — 9 видів
- Габія (Habia) — 5 видів
- Танагра-широкодзьоб (Chlorothraupis) — 3 види
- Семілеро (Amaurospiza) — 4 види

Fringillidae (підродина Euphoniinae)
- Гутурама (Euphonia) — 27 видів
- Органіст (Chlorophonia) — 5 видів

Phaenicophilidae
- Зеленохвостий пісняр (Microligea) — 1 вид (рід монотиповий)
- Білокрилий пісняр (Xenoligea) — 1 вид (рід монотиповий)
- Пальмагра (Phaenicophilus) — 2 види

Mitrospingidae
- Танагра-потрост (Mitrospingus) — 2 види
- Зелена танагра (Orthogonys) — 1 вид (рід монотиповий)
- Червонодзьоба танагра (Lamprospiza) — 1 вид (рід монотиповий)

Nesospingidae
- Пуерто-риканський тангар (Nesospingus) — 1 вид (рід монотиповий)[10][13]

Spindalidae
- Антильська танагра (Spindalis) — 4 види[10][13]

Calyptophilidae
- Корніхон (Calyptophilus) — 2 види[10][13]

Rhodinocichlidae
- Кео (Rhodinocichla) — 1 вид (рід монотиповий)[10][13]